# فرانك كوستا (رائد أعمال)
فرانك كوستا (بالإنجليزية: Frank Costa)‏ هو رائد أعمال أسترالي، ولد في 1938.